# Ergo Direkt

Ehemaliges Logo

Ergo Direkt Versicherungen (Eigenschreibweise ERGO Direkt Versicherungen, vormals KarstadtQuelle Versicherungen) ist ein Versicherungsunternehmen der Ergo Group mit Sitz in Nürnberg und nach eigenen Angaben „Deutschlands meistgewählter Direktversicherer“. Die Ergo Direkt Versicherungen haben unter diesem Namen bis April 2019 Versicherungsprodukte für den Direkt- und Onlinevertrieb entwickelt und vermarktet. 

Logo der Ergo Direkt bis April 2019

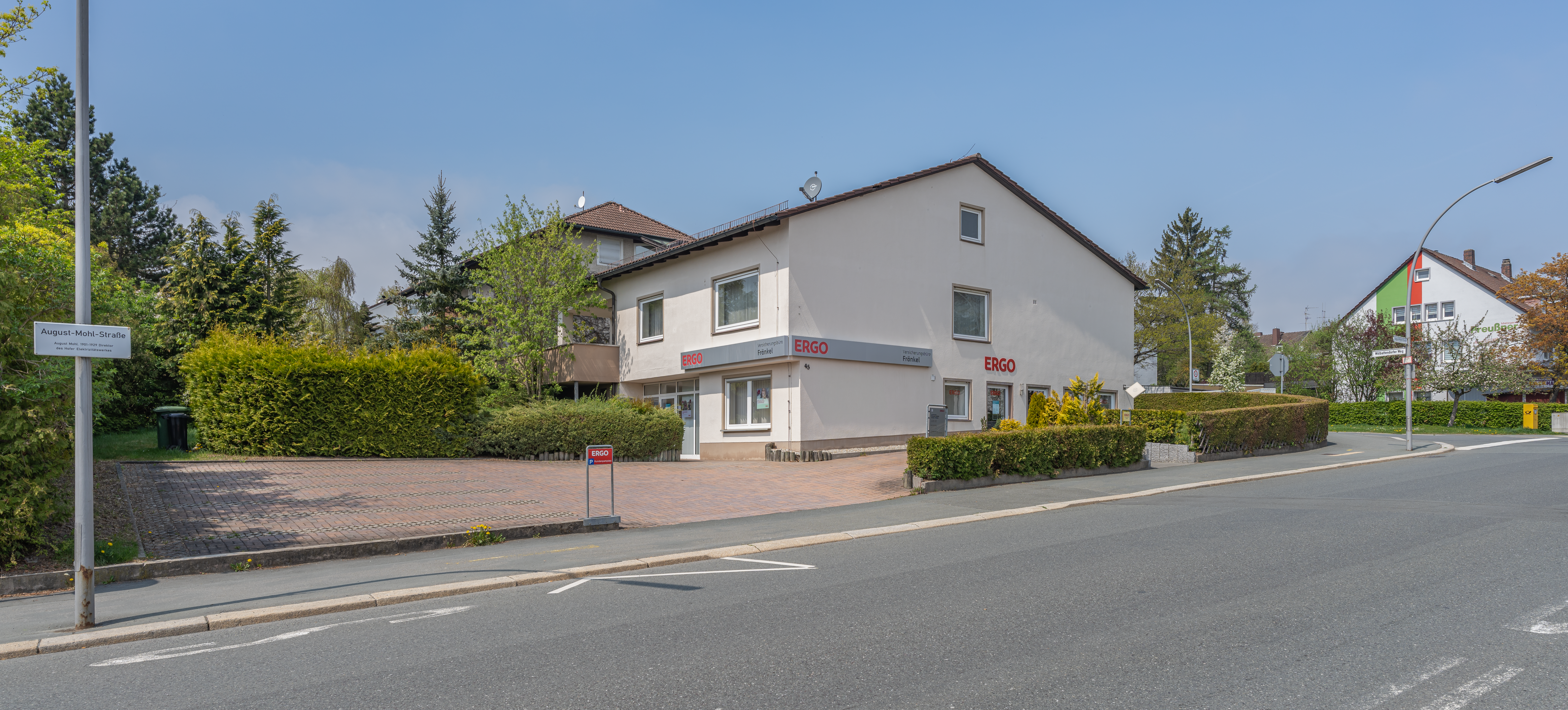
Eine Agentur der ERGO Direkt in Hof (Saale)

## Unternehmensstruktur
Im Außenverhältnis sind die Ergo Direkt Versicherungen aufgegliedert in drei Aktiengesellschaften: 
- Ergo Direkt Lebensversicherung AG, seit August 2019 Ergo Vorsorge Lebensversicherung AG
- Ergo Direkt Versicherung AG
- Ergo Direkt Krankenversicherung AG, seit März 2019 Ergo Krankenversicherung AG

Die Ergo Direkt Lebensversicherung AG ist für den Bereich Lebensversicherung zuständig. Sie wurde im August 2019 auf die Ergo Vorsorge Lebensversicherung AG verschmolzen. Die Ergo Direkt Versicherung AG deckt den Bereich der Kompositversicherungen ab. Sie bietet Sachversicherungen, Unfallversicherungen und Rechtsschutzversicherungen an. Die Ergo Direkt Krankenversicherung AG offeriert Krankenversicherungen unter anderem im Direkt- und Onlinevertrieb. Im März 2019 wurde sie zur Ergo Krankenversicherung AG umfirmiert.
Der Sitz der Ergo Direkt Versicherung AG und der Ergo Krankenversicherung AG ist Nürnberg. Am zentralen Standort Nürnberg arbeiten über 1600 Mitarbeiter. Damit zählt das Unternehmen zu den 20 beschäftigungsstärksten in der Metropolregion Nürnberg.

## Geschichte
Das Unternehmen ging aus den 1984 gegründeten Quelle + Partner Versicherungen, später Quelle Versicherungen hervor. Nach dem Zusammenschluss von Karstadt und Quelle trug das Versicherungsunternehmen den Namen KarstadtQuelle Versicherungen. Seit Anfang 2002 gehört das Unternehmen zu knapp 80 %, seit Februar 2009 zu 100 % zur Ergo Group. Infolge der Insolvenz des KarstadtQuelle-Konzerns wurde am 15. Februar 2010 der Name geändert. Das Unternehmen firmierte seither unter Ergo Direkt Versicherungen.
2014 feierte dieses sein 30-jähriges Bestehen. 2019 wurde im Zuge der Zusammenlegung von Marken und Vertriebswegen die Marke Ergo Direkt in die Marke Ergo integriert.

## Produkt-Portfolio
Neben den klassischen Kapital- und Risikolebensversicherungen werden auch Pflege- und diverse Krankenzusatzversicherungen angeboten. Zudem alle gängigen Produkte aus den Sparten Leben, Kranken und Sach. Außerdem ergänzen das Produktportfolio verschiedene Sachversicherungen wie Kfz-, Hausratversicherungen sowie Garantieverlängerungen. Schließlich wurde ein weiterer Schwerpunkt auf Zahnzusatz-Tarife gelegt.
Auch die Riester-Rente zählte lange zum Produkt der Ergo Direkt Versicherungen. Im Februar 2014 wurde jedoch bekannt, dass der Versicherer das Geschäft an die HanseMerkur abgibt, da sich der Verwaltungsaufwand nicht mehr lohne. Rund 6.000 Verträge sind betroffen.

## Beteiligungen
Ergo Direkt Versicherungen ist zu 100 % an dem Berliner Service Center FlexiTel beteiligt. Der IT- und Solar-Dienstleister welivit AG ist 2012 zu 100 % an die Ergo Elfte Beteiligungsmanagement GmbH übergegangen. 

### Welivit AG
Die welivit AG wurde im Jahre 2000 als IT-Dienstleister der Ergo Direkt Versicherungen gegründet. Seit 2005 konzentriert sich das Unternehmen auf seine Tätigkeit als Solar-Dienstleister für Münchener Rück und hat sich auf die Konzeption und Umsetzung von nachhaltigen Solar-Projekten in ganz Europa spezialisiert. Seit dem 20. Dezember 2012 ist ERGO Elfte Beteiligungsmanagement mbH alleinige Aktionärin der welivit AG.

### FlexiTel Telefonservice GmbH
FlexiTel Telefonservice GmbH ist ein eigenständiges Kommunikationsunternehmen und spezialisiert auf Omnichannel Dienstleistungen im Bereich der Finanzdienstleistungen und Versicherungswirtschaft. Seit 2007 gehört das Unternehmen zu 100 % zu den Ergo Direkt Versicherungen. Die ca. 250 Beschäftigten wickeln ca. 1,2 Mio. Kundenkontakte pro Jahr ab. 
Die Geschäftsführer sind Claudia Hammes und Christian Brückner.